# 克里斯·麥凱
克里斯多福·麥凱（英語：Christopher McKay）或稱作克里斯·泰勒（英語：Chris Taylor，1973年11月11日—），是一名美國男導演、剪輯師、製片人、編劇、動畫師和特效設計師。他較為知名的是在電視劇《機器雞》（2005年至2011年）中擔任三季的導演和剪輯師。2017年，麥凱推出了他的電影導演處女作《樂高蝙蝠俠電影》，電影上映後便獲得了成功的口碑。

## 早期生活
克里斯·麥凱出生於佛羅里達州的溫特帕克，但他大部分都在伊利諾州的芝加哥度日。成年後，麥凱受到亞佛烈德·希區考克的影響而打算追求製作電影，他用父母的超級8電影攝影機拍攝了他最早的影片。麥凱在南伊利諾大學的電影系念了兩年，並於芝加哥哥倫比亞學院完成了學位。在芝加哥學習期間，麥凱參與了他第一部電影的拍攝，他在1989年喜劇片《叔叔當家》中擔任製片助理。

## 作品列表

### 動畫師
- 2006-2009：《機器雞》（電視劇；動畫剪輯，21集）
- 2006-2008：《教會男孩兒（英语：Moral Orel）》（電視劇；動畫剪輯，2集）
- 2008：《機器雞：星際大戰特輯2（英语：Robot Chicken: Star Wars Episode II）》（電視短片；動畫剪輯）
- 2009：《泰坦星球（英语：Titan Maximum）》（電視劇；動畫剪輯，7集）
- 2014：《樂高玩電影》（動畫共同導演和動畫導演）

### 導演
- 2002：《2wks, 1yr》
- 2006-2008：《教會男孩兒（英语：Moral Orel）》（電視劇；19集）
- 2007-2011：《機器雞》（電視劇；42集）
- 2009：《泰坦星球（英语：Titan Maximum）》（電視劇；9集）
- 2010：《機器雞：星際大戰特輯3（英语：Robot Chicken: Star Wars Episode III）》（電影）
- 2017：《樂高蝙蝠俠電影》
- 2021：《明日戰爭》
- 2023：《吸血鬼特助：雷菲爾》

### 剪輯師
- 1995：《It's Now... or NEVER!》
- 1997：《35 Miles from Normal》
- 1998：《Stricken》
- 1998：《Bullet on a Wire》
- 2001：《Kwik Stop》
- 2002：《2wks, 1yr》
- 2007-2011：《機器雞》（電視劇；25集）
- 2005-2007：《教會男孩兒（英语：Moral Orel）》（電視劇；15集）
- 2007：《莎拉席爾蔓的節目（英语：The Sarah Silverman Program）》（電視劇；1集）
- 2007：《機器雞：星際大戰特輯（英语：Robot Chicken: Star Wars）》（電視短片）
- 2014：《樂高玩電影》

### 監製
- 2006-2008：《教會男孩兒（英语：Moral Orel）》（電視劇；33集）
- 2007-2011：《機器雞》（電視劇；聯合製片人，27集）
- 2008：《機器雞：星際大戰特輯2（英语：Robot Chicken: Star Wars Episode II）》（電視短片；聯合製片人）
- 2009：《泰坦星球（英语：Titan Maximum）》（電視劇；聯合製片人，9集）

### 特效設計師
- 2005：《機器雞》（電視劇；2集）
- 2005：《教會男孩兒（英语：Moral Orel）》（電視劇；1集）
- 2007：《機器雞：星際大戰特輯（英语：Robot Chicken: Star Wars）》（電視短片；數位特效師）
- 2009：《泰坦星球（英语：Titan Maximum）》（電視劇；標題設計，5集）

### 編劇
- 2002：《2wks, 1yr》
- 2008：《教會男孩兒（英语：Moral Orel）》（電視劇；1集）

## 外部連結
- 官方网站
- 克里斯·麥凱在互联网电影资料库（IMDb）上的資料（英文）